# Монако
Вижте пояснителната страница за други значения на Монако.
Княжество Монàко (на френски: Principauté de Monaco; на италиански: Principato di Monaco; на окситански: Principat de Mónegue), е конституционна монархия и град държава в Западна Европа.
Княжеството е разположено на Френската Ривиера между Средиземно море и Франция. То е сред 5-те европейски микродържави и втората най-малка държава в света. То е най-гъсто населената държава на Земята с население от 32 410 души, живеещи на площ от 2,02 km².

## География
С площ от 2,02 km² Княжество Монако е втората най-малка независима страна след Ватикана. То е разположено на т.нар. Лазурен бряг на Средиземно море, на 18 km източно от Ница. От трите си страни е обградено от Франция, а останалата от Средиземно море. Най-високата точка на страната е 163 m при южния склон на връх Ажел, висок 1109 m, но намиращ се във Франция. Страната не разполага с никакви природни ресурси.
Монако е разделено на четири части: Монако град – старата част на града, разположена на скалист нос, който се разпростира навътре в Средиземно море; Ла Кондамин – територията около пристанището; Монте Карло – основната жилищна и курортна област; и Фонвией – застроена площ до морето.
Климатът в страната е субтропичен с мека и дъждовна зима и горещо и сухо лято. Средната минимална температура през януари и февруари е 8 °C, а средната максимална температура през юли и август е 26 °C.

## История
Територията на Монако след 1000 г. пр.н.е. е финикийска колония, а през I век влиза в състава на Римската империя. През 1191 година генуезците установяват контрол върху територията. През 1297 г. фамилията Грималди поема управлението на Монако. В края на XIV и началото на XV век генуезците обсаждат Монако и го завземат заедно с Рокбрюн, но Грималди успяват да задържат Мантон. През 1407 г. Рение II успява да върне Рокбрюн под контрола на княжеството, а по-късно и самото Монако. Грималди поддържат съюзнически отношения с Франция с изключение на периода между 1524 и 1621 година, когато Монако е в ръцете на Испания. През 1532 г. започва управлението на Етиен Грималди, който управлява като регент на малолетния Хоноре I. Етиен използва всяка възможност да увеличи автономията на Монако, но след смъртта му княжеският двор започва да страда от интриги и вътрешни конфликти. През 1793 година революционният режим отхвърля съюзничеството и анексира княжеството. То остава част от Франция до падането на Наполеон Бонапарт, когато Грималди се връщат на власт. Виенският конгрес през 1815 г. прави Монако протекторат на Сардиния.
През 1861 година Монако е призната за независима държава според Френско-монакския договор. Според договора княжеството също предава Мантон и Рокбрюн на Франция. Двете градчета, които от 1848 г. отказват да плащат данък на Грималди, са един от основните източници на приходи за фамилията. С договора Монако губи 94% от територията и 84% от селскостопанските си площи. Загубите принуждават фамилията да търси нови източници на средства. За целта през 1863 година е основано казиното в Монте Карло, което се настанява в сегашната си сграда през 1879 г. През 1865 г. Монако влиза в митнически съюз с Франция. През 1918 г. е сключен още един договор между двете страни, според който, в случай на изчезване на фамилията Грималди, Монако ще остане автономна страна под протекцията на Франция.
През 1936 г. принц Луи II се среща с германския финансов министър Ялмар Шахт, и двете страни сключват финансови споразумения в полза на немските банки. Чрез Монако и Швейцария, Третият Райх отслабва ефектите от ембаргото на Съюзниците. Княжеството се стреми да остане неутрално, но през ноември 1942 г. е окупирано от Италия за няколко месеца. На следващата година италианските войски са заменени от германски, но присъствието им е достатъчно дискретно, за да може принцът да поддържа образ на неутралитет. В тази необичайна ситуация е било възможно по улиците на Монако да бъдат забелязани едновременно германски, британски и американски офицери. През 1944 г. престолонаследникът Рение III постъпва във френската армия и се бие за свободата на Франция.
Рение идва на власт малко преди смъртта на баща си, през май 1949 г. Седем години по-късно той се жени за американската актриса Грейс Кели, от която има три деца – Каролин, Албер и Стефани. Грейс загива в автомобилна катастрофа през 1982 г. През 1997 г. фамилията Грималди чества 700 години от началото на управлението си, а две години по-късно Рение отбелязва 50 години на трона. След смъртта му през 2005 година управлението поема принц Албер II.

## Държавно устройство
Монако е княжество, конституционна наследствена монархия, и се управлява от принц. Законодателната власт принадлежи на принца и на Националния съвет, който се състои от 18 депутати и се избира на всеки пет години. Изпълнителната власт принадлежи на Правителствен съвет, начело на който стои министър-председател.

## Стопанство
Страната е разположена на Лазурния бряг и затова е един от основните туристически центрове в света. Основните държавни приходи идват от туризма и свързаните с него отрасли на стопанството. Монако разполага със съвременна индустриална база за производство на екологично чисти производства – хранителна и лека промишленост.
Електротехническа, радиоелектронна, химическа, фармацевтична, шивашка, хранително-вкусова, полиграфическа (серии пощенски марки) промишленост, сувенири, търговско-финансова дейност. Игрални домове в Монте Карло, туризъм, океанографски музей, подводен резерват „Ларвото̀“ (50 ha). 1,7 km жп линии, 50 km шосета. Главно пристанище: Монако.

## Население
Населението на Монако е около 32 700 души. Средната гъстота е около 16 754 жители/km².